# Divergenz (Biologie)
Divergenz bezeichnet in der Evolutionsbiologie die Auseinanderentwicklung der Merkmale zwischen verschiedenen Arten oder auch zwischen verschiedenen Populationen derselben Art. Bei den Merkmalen kann es sich um die Ausprägung von Organen, Organsystemen, Körperstrukturen, physiologischen Prozessen oder auch Verhaltensweisen handeln. Je länger die Populationen bzw. die Arten getrennt sind, desto größer werden die Unterschiede (der Grad der Divergenz).
Divergenz kann durch starke Konkurrenz ausgelöst werden. In der Folge spalten sich Populationen auf oder konkurrierende Arten weichen in verschiedene ökologische Nischen aus. Die Anpassung an die neuen Lebensräume führt zur Herausbildung veränderter Merkmale. Im Fall von getrennten Populationen führt zunehmende Divergenz zur Aufspaltung der Art in Schwesterarten und damit zur  Bildung neuer Arten, die am Ausgangspunkt neuer evolutionärer Zweige stehen können (Kladogenese).
Trotz der divergenten Entwicklungen bleiben Merkmale aufgrund der gemeinsamen Abstammung vergleichbar. Diese grundsätzliche Übereinstimmung wird als Homologie bezeichnet. Ein Beispiel ist der Knochenbau bei Säugetieren. So sind die Mittelhandknochen eines Pferdes nach oben gebogen, das Pferd läuft auf den mittleren drei Fingern, kleiner Finger und Daumen sind zurückgebildet. Dennoch lässt sich auch beim Pferd die Grundstruktur des Knochenbaus der Säugetiere (Oberarm, Unterarm, Handwurzel, Mittelhandknochen, Finger) nachvollziehen.
Das Gegenteil von Divergenz, also die zunehmende Angleichung der Merkmale bei verschiedenen Arten, wird Konvergenz genannt.